# Coșbuc
Coșbuc (anciennement Hordou, en hongrois: Hordó) est une commune de plus de deux mille habitants, située au nord de la Roumanie, en Transylvanie dans le județ de Bistrița-Năsăud.
La commune de Coșbuc est traversée par la rivière Sălăuța, un affluent de la rivière Someș.
Elle porte le nom du poète roumain George Coșbuc qui y est né en 1866.

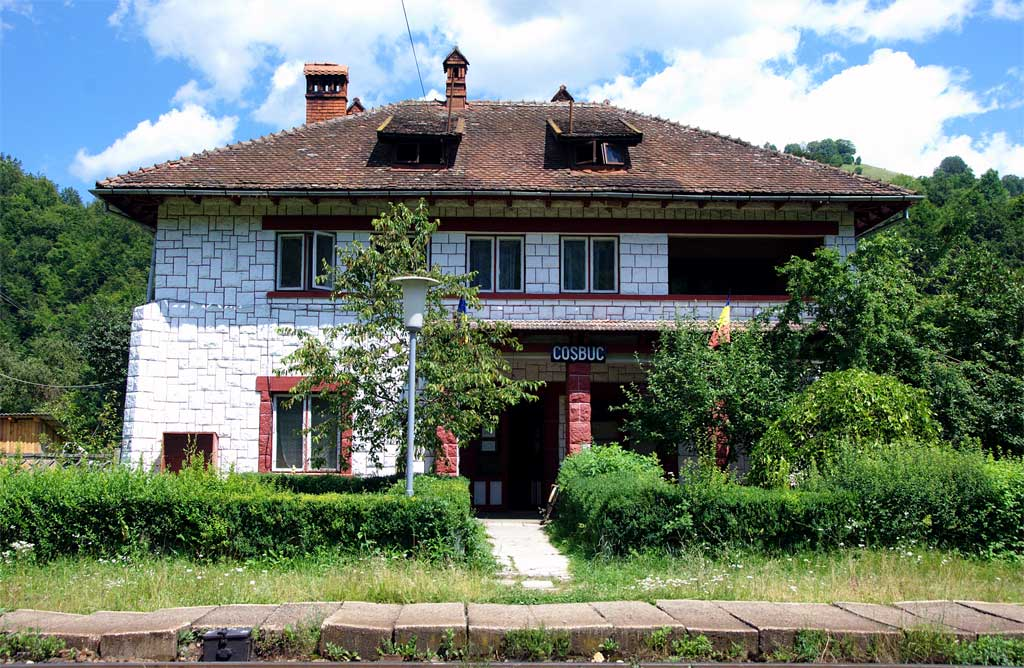
La gare de Coșbuc.

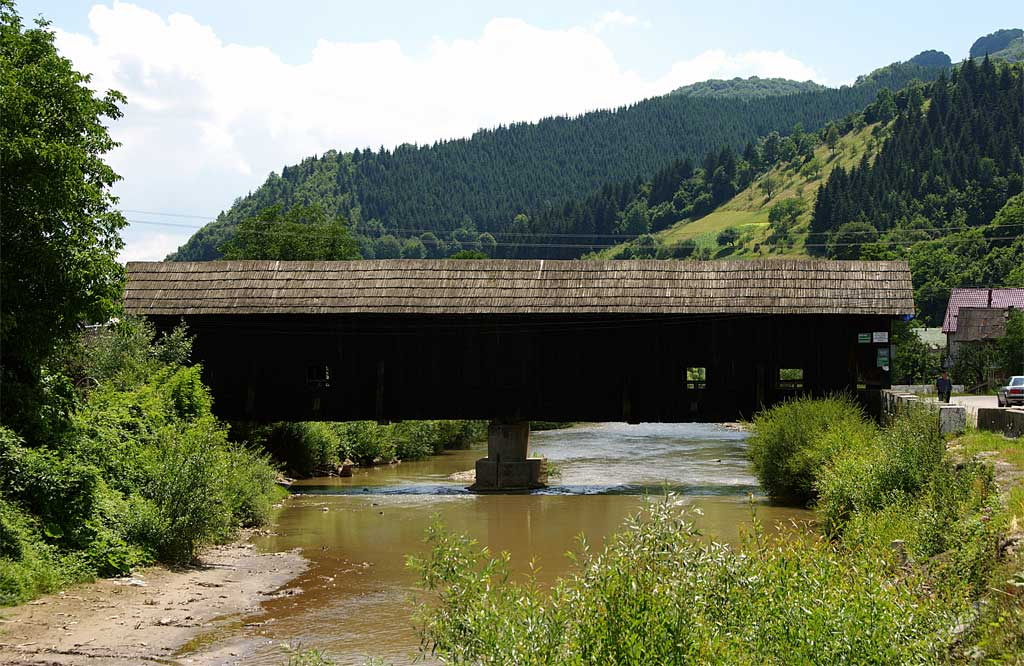
Pont sur la Sălăuța.